# جوناثان بالما
جوناثان بالما (بالإسبانية: Jonathan Palma) هو منافس ألعاب قوى فنزويلي، ولد في 8 ديسمبر 1981 في الإكوادور.

## وصلات خارجية
- جوناثان بالما على موقع الاتحاد الدولي لألعاب القوى (الإنجليزية)